# سربداران (مجموعه تلویزیونی)
سربداران مجموعهٔ تلویزیونی ایرانی به کارگردانی محمدعلی نجفی است. کیهان رهگذار، نویسندگی و مشاور کارگردانی آن را بر عهده داشته‌است. فیلم‌برداری این مجموعه از شهریور ۱۳۶۰ در مسجد جامع تاریخی شهرستان اردستان آغاز شد و تا ۳ آبان ۱۳۶۲ ادامه یافت. مدیران فیلم‌برداری سربداران، فرخ مجیدی و محمد زرفام بوده‌اند. سربداران از ۲۶ دی ۱۳۶۲ به روی آنتن رفت.

## خط داستانی
سربداران بر اساس قیام سربداران خراسان به رهبری شیخ حسن جوری علیه استیلای مغول بر ایران ساخته شده‌است. گوشه‌هایی از این فیلم هم مربوط به رهبری پیشین شیخ خلیفه مازندرانی مؤسس این قیام است.

## بازیگران
| بازیگر           | نقش                        |
| ---------------- | -------------------------- |
| امین تارخ        | شیخ حسن جوری               |
| سوسن تسلیمی      | فاطمه                      |
| علی نصیریان      | قاضی شارع                  |
| محمدعلی کشاورز   | خواجه قشیری                |
| فیروز بهجت‌محمدی  | طغای تیمور                 |
| جمشید لایق       | ارغون شاه                  |
| افسانه بایگان    | ترکان بانو                 |
| عنایت‌الله بخشی   | خان باشتین                 |
| عطاءالله زاهد    | خواجه شمس‌الدین             |
| سعید اویسی       | ایلچی ابوسعید              |
| حسین محجوب       | شیخ راجی (دارای دو نقش)    |
| حسین محجوب       | زاهد پیر باشتین            |
| هاشم ارکان       | کلو ابوبکر نداف            |
| حسین خانی‌بیک     | آی‌تخت برده                 |
| اسماعیل محرابی   | حسین حمزه                  |
| فتحعلی اویسی     | ایلچی طغای                 |
| بهروز بقایی      | درویش عزیز مجدی            |
| علی‌رضا شجاع‌نوری  | هوم(سرکردهٔ عیاران)         |
| محمدعلی ساربان   | حسن حمزه                   |
| جهانگیر صمیمی‌فرد | کلو اسفندیار آهنگر         |
| چنگیز وثوقی      | محمد بیک                   |
| آتش تقی‌پور       | پسرعم طغای                 |
| محمد ابهری       | امیرمحمود اِسفَرایِنی         |
| حسین محب‌اهری     | علی(مرید شیخ حسن)          |
| مینو ابریشمی     | بانو سلطان(همسر محمد هندو) |
| شهرزاد کمالی     | زن باشتینی                 |
| شیرین رضائیان    | ندیمهٔ سرای خواجه قشیری     |
| محمدعلی نجفی     | خواجه علاءالدین محمد هندو  |

## دیگر بازیگران
- رضا کرم‌رضایی در نقش شاعر
- پرویز شاهین‌خو در نقش زاهد مسجد باشتین و از خواجگان نیشابور
- محمدرضا عالی‌پیام در نقش مؤذن مسجد جامع سبزوار
- ملیحه نیکجومند در نقش پیرزن باشتینی
- اصغر ضرابی
- اکبر سنگی در نقش سردار مغول
- عزیز حاتمی
- محمدرضا عالمی
- بهروز مقصودلو
- ولی‌الله مؤمنی در نقش سردار مغول
- فرهاد خان‌محمدی در نقش سرباز مغول (محافظ قاضی شارع)
- مهدی رجائیان
- عباس ناظری نیک در نقش خواجه اسد
- مسعود لاکانی
- خسرو امیرصادقی
- ژانتوره جانقای
- نوری ایسگلدی
- رضا سرسندبای
- ابوطالب بری
- نورمحمد ذوالفقاری
- عبدی شادکام
- عبدالرضا شادکام
- محمد قزاق
- هوشنگ فردوس
- امیر اسکندری
- فرزانه کابلی در نقش کنیز طغای
- نادر رجب‌پور در نقش رامشگر دربار ارغون
- شهاب کلیددارزاده
- سامی تحصنی در نقش اباحمزه
- حمید هدی‌نیا
- اکبر نوری
- علا عالی‌پور
- بابک والی
- علاءالدین کنگرلو
- خسرو زنگباری
- علی صنعتی
- علی‌رضا فتحی
- رضا راد
- اکبر بلندی
- محمد نمازی
- علی نمازی
- عبدالحسین خالدی
- سید محمد آل‌داوود
- هادی مقدم
- احمد ابراهیمی
- سیاوش عیاشی
- حمید لولایی (بازی در دو سکانس که پخش نشده‌است[۴])

## عوامل تولید
کارگردان
- محمدعلی نجفی

نویسنده و مشاور کارگردان
- کیهان رهگذار

متن تحقیقی
- عبدالرفیع حقیقت

سرپرست تولید
- علی عارف‌زاده

مدیر فیلم‌برداری
- فرخ مجیدی[۵] (قسمت‌های اول تا چهارم)
- محمد زرفام

موسیقی
- فرهاد فخرالدینی

عنوان بندی (تیتراژ) آغازین
- اکبر عالمی[۶]

خطاط سریال
- صمد رستمخانی

گریم
- جلال‌الدین معیریان (طراح گریم)
- بیژن محتشم

گروه کارگردانی
- علی ژکان
- اصغر هاشمی
- رضا ظهیری
- صادق جلالی
- افسانه بایگان

فیلمبرداری و نور
- احمد ابراهیمی
- مسعود کرانی
- یوسف وظیفه
- محمد بخشی
- سیاوش عیاشی

سرپرست گویندگان
- علی کسمایی

عکاسان سریال
- میترا محاسنی
- شاهرخ سخایی

## قسمتها
| شم. کلی | شم. در فصل | عنوان                                   | کارگردان     | Teleplay by  | تاریخ پخش اصلی |
| --- | ---------- | --------------------------------------- | ------------ | ------------ | -------------- |
| ۱ | ۱          | «سختگیری مغولان و چالش شیخ‌خلیفه»        | محمدعلی نجفی | کیهان رهگذار | اعلان‌نشده      |
| قاضی‌شارع به نشست بزرگ‌زادگان باشتین می‌رود و باج هر یک را می‌نگارد که تا چند روز بپردازند. سربازان و گماشتگان روستا به روستا به دنبال باج هستند. قاضی‌شارع به آگاهی تغاتیمورخان می‌رساند که ایلچی‌هایی از کرمان نامه‌ای از ابوسعیدخان آورده‌اند که شاید دربردارنده دستور کشتن شیخ‌خلیفه باشد. ایلچی نامه را باز می‌کند و روشن می‌شود به تغاتیمور فرمان داده شده شیخ‌خلیفه را زنده به کرمان ببرد. |            |                                         |              |              |                |
| ۲ | ۲          | «شیخ‌خلیفه کشته می‌شود»                   | محمدعلی نجفی | کیهان رهگذار | اعلان‌نشده      |
| سربازان برای دستگیری شیخ‌خلیفه به مسجد می‌روند ولی پرشمار بودن پیرامونیان شیخ آنها را می‌ترساند. علاءالدوله سمنانی را نزد امیرمحمود و قاضی‌شارع می‌آورند تا فتوای بی‌دین شدن شیخ‌خلیفه را از او بگیرند ولی ناکام می‌شوند. مردم برای نماز سوی مسجد می‌روند ولی مغولان نمی‌گذارندشان و با بازگویی برپا نشدن نماز همگی را پراکنده می‌کنند. شب جوانی آشفته بالای گلدسته می‌رود و اذان بی‌هنگام می‌گوید؛ مردم در می‌یابند چیزی پیشامد کرده و شتابان سوی مسجد سرازیر می‌شوند و شیخ‌خلیفه را بی‌جان بر دار می‌بینند؛ گریه‌وزاری همه را در بر می‌گیرد. |            |                                         |              |              |                |
| ۳ | ۳          | «سرکوب باشتیان خشمگین»                  | محمدعلی نجفی | کیهان رهگذار | ۲۶ آوریل ۲۰۱۷  |
| سربازان مؤذن بی‌هنگام را به اسب می‌بندند تا برای کیفر به بازار سبزوار ببرند ولی او دلاورانه هم‌چنان مردم را به پیروی از شیخ‌خلیفه و شاگردش شیخ‌حسن‌جوری فرامی‌خواند. ایلچی دنبال اینستکه دریابد در باشتین چه شده و چرا سر و صداست؟ او دم در مسجدی که شیخ‌حسن در آن سخنرانی می‌کند می‌رود ولی خشم مردم او را می‌گریزاند. حسن جوری می‌گوید هنوز تصمیمی دربارهٔ نبرد با مغولان گرفته نشده و از مردم می‌خواهد آرام باشند. مؤذن بی‌هنگام را در بازار گردن می‌زنند و سربازان کوی و برزن را می‌گردند تا کسی سر به‌شورش نگذارد. کسی سینه سپر می‌کند به‌دروغ خود را حسن‌جوری می‌شناساند و دستگیر می‌شود. |            |                                         |              |              |                |
| ۴ | ۴          | «دستور محمدهندو به تغای - ناآرامی باشت» | محمدعلی نجفی | کیهان رهگذار | اعلان‌نشده      |
| نامه‌رسان‌ها به کرمان می‌رسند ولی محمد هندو به آنها می‌گوید به‌جای ایلخان نامه را به من دهید آنها هم پیام پایبندی تغاتیمور به دستور ابوسعید دربارهٔ نکشتن شیخ‌خلیفه را به محمد هندو می‌رسانند ولی محمد هندو می‌گوید شیخ‌خلیفه بردار شده شما به باشتین برگردید و به تغاتیمور بگویید سر کسی که شیخ‌خلیفه را بر دار کرده برایم بفرستد. نامه‌رسان‌ها از ترس خشم تغاتیمور درخواست رهایی از انجام این دستور تازه را می‌کنند. خان باشتین و قاضی‌شارع در شکارگاه نزد تغاتیمور می‌روند تا دستوری دربارهٔ واکنش در برابر خیزش بگیرند ولی او در سیاه‌مستی خود فقط فرمان کشتار می‌دهد بی‌آنکه شمار سربازان درخواستی خان باشتین را فراهم کند. در یک شب ترسناک ۱۵ تن که خود را شیخ‌خلیفه نامیده‌بودند بر دار می‌شوند. |            |                                         |              |              |                |
| ۵ | ۵          | «خان تازو باشتین»                       | محمدعلی نجفی | کیهان رهگذار | اعلان‌نشده      |
| شیخ‌حسن در راه گریز به نیشابور به روستای اباحمزه می‌رسد. کدخدا سربازان را با کیسه‌ای زر خام می‌کند تا کاری با شیخ‌حسن نداشته‌باشند. خان باشتین در هماهنگی با ابوسعید بر تخت تغاتیمور می‌نشیند و چشم دارد قاضی‌شارع که دست‌نشانده تغاتیمورست به او کرنش کند ولی ناکام می‌شود. او می‌خواهد قاضی‌شارع کسی را پیدا کرده به‌جای قاتل شیخ‌خلیفه بشناساند و در قل‌وزنجیر به کرمان بفرستد تا به ابوسعید بباوراند که کشته‌شدن شیخ‌خلیفه کار دست‌اندرکاران مغول نبوده ولی قاضی‌شارع نمی‌پذیرد این کار را بکند. خان باشتین به سیاه‌چال می‌رود تا با زندانی‌ها دیدار و گفتگو کند تا شاید راه چاره‌ای برای آرام کردن مردم بیابد. |            |                                         |              |              |                |
| ۶ | ۶          | «تغای تخت باشت را پس می‌گیرد»            | محمدعلی نجفی | کیهان رهگذار | اعلان‌نشده      |
| پیک، سخن قاضی‌شارع را به تغاتیمورخان می‌رساند که ای ایلخان تختی برایت نمانده و خان باشتین آن را گرفته پس به این شهر بازنگرد تغای ولی خشمگین از شکارگاه سوی باشتین به‌راه می‌افتد. ربایندگان تاج‌وتخت می‌خواهند قاضی‌شارع را در بازار شهر برای کشتن شیخ‌خلیفه بر دار کنند تا هم مردم فریفته و آرام شوند و هم به‌گونه‌ای فرمان ابوسعیدبهادرخان را انجام داده‌باشند ولی تغای از راه می‌رسد و شهر را می‌گیرد. او با میانجی‌گری قاضی‌شارع رباینده تخت خود را می‌بخشد. ایلچی ابوسعید ولی بی‌کس در بیابان رها می‌گردد تا کیفر شود. |            |                                         |              |              |                |
| ۷ | ۷          | «دروغ دربارهٔ مرگ شیخ‌حسن»                | محمدعلی نجفی | کیهان رهگذار | اعلان‌نشده      |
| فرمانده سربازان پیگیری‌کننده شیخ‌حسن استخوان‌هایی می‌آورد و در بازار شهر می‌گوید که شیخ‌حسن مرده ولی مردم باور نمی‌کنند تغای هم بدگمان می‌شود و از او پرس‌وجو می‌کند تا دریابد مرگ شیخ‌حسن دروغ نیست. |            |                                         |              |              |                |
| ۸ | ۸          | «سرگردانی فاطمه و شیخ‌حسن»               | محمدعلی نجفی | کیهان رهگذار | اعلان‌نشده      |
| فاطمه که در برابر مغولان ایستادگی می‌کرد از ترس شناسایی شدن چهره‌اش ناچار به گریز از باشتین می‌شود. گفتگوی خواجه قشیری و محمد هندو دربارهٔ رخدادهای خراسان. فاطمه سوار بر اسب در بیابان به روستای اباحمزه می‌رسد. قاضی‌شارع به روستای اباحمزه می‌رود تا دربارهٔ زندگی یا مرگ شیخ‌حسن بپژوهد. شیخ‌حسن در روستایی سخنرانی می‌کند مردم را برمی‌انگیزاند. امیرمحمود، امیر اسفراین شمشیرش را به تغای داد تا در جنگ با محمد هندو نباشد. سپاهیان محمد هندو فاطمه را دستگیر می‌کند. |            |                                         |              |              |                |
| ۹ | ۹          | «مرگ ابوسعید و لشگرکشی محمد»            | محمدعلی نجفی | کیهان رهگذار | اعلان‌نشده      |
| درگیری شماری از نیروهای محمد هندو با گروه زیر رهبری هوم ومرگ همه‌شان. خان باشتین به روستای اباحمزه نزد قاضی‌شارع می‌رود تا او را از مرگ ابوسعید و لشگرکشی محمد هندو آگاه کند. از آنجائیکه فاطمه که اکنون گرفتار گروه هوم است با یک‌دندگی از آنها درخواست آزادی نمی‌کند، آنها هم او را به کنار آتش راه نمی‌دهند و در تاریکی و سرمای بیابان رهایش می‌کنند. خواجه امر بن قشیری در میان نیشابوریان در دروازه شهر چشم‌به‌راه شیخ‌حسن هستند او مردم را از مرگ ابوسعید و گماشته‌شدن محمد هندو به فرمانروایی خراسان می‌آگاهاند و پیش‌بینی می‌کند شیخ‌حسن با محمد هندو هم‌پیمان شود. ناگهان شیخ‌حسن از میان مردم مانند یک ناشناس فریاد می‌زند که شیخ‌حسن برای پیمان با محمد هندو نیست که به نیشابور می‌آید او سپس می‌گوید شاید شیخ‌حسن نزد خدا جایگاهی نداشته باشد که این سخن، خشم مردم و کتک خوردن او را در پی می‌دارد. یکی از یاران هوم سپیده‌دم فاطمه را که شب پیش راهی تاریکی بیابان شده‌بود می‌یابد و بندی که نیروهای محمد هندو به پایش بسته بودند از پایش می‌گشاید. خان تازه باشین گماشته محمد هندو درون کاخ باشتین می‌رود و با خود تمرین خان بودن می‌کند سردارش نزد او می‌آید و فریاد می‌زند که جای این کارها نزد سربازان برو که سرگرم نبرد با بازمانده‌های یاران تغای در باشتین هستند. |            |                                         |              |              |                |
| ۱۰ | ۱۰         | «رویدادهای باشتین و نیشابور»            | محمدعلی نجفی | کیهان رهگذار | اعلان‌نشده      |
| «عزیز مجدی جوری» پنهانی به باشتین در می‌آید و نزد کلو اسفندیار می‌رود تا آگاهی‌هایی دربارهٔ شیخ‌حسن بدست آورد و نگرانی‌اش را فرونشاند. فاطمه که بیوه شیخ‌حسن می‌پندارندش در مسجد نیشابور برای زنان سخنرانی می‌کند فرستاده‌ای نزد او می‌آید تا او را به خانه خواجه‌قشیری ببرد ولی تنها هنگامی که به دروغ، وعدهٔ دادن آگاهی دربارهٔ شیخ‌حسن را به فاطمه می‌دهد، کامیاب می‌شود او را با خود همراه کند. گفتگوی شیخ‌حسن با یک تن که آمار نیروهای گرد آورده شده را می‌دهد. نشست کلو اسفندیار و یاران باشتینی‌اش از سوی سربازان خان تازه شهر بهم می‌ریزد و او دستگیر و زندانی می‌شود. خواجه‌قشیری در میان مردم شهر همگان را از رسیدن قاضی‌شارع می‌آگاهاند قاضی‌شارع هم به دروغ می‌گوید چشم‌براه شیخ‌حسن نباشید که او در راه مرده‌است. نماینده شیخ‌حسن دست‌خط او را در مسجد برای مردم می‌خواند که من زنده‌ام و آدینه روز دیدار ما خواهد بود. فاطمه پیشنهاد همسری خواجه‌قشیری از سوی قاضی‌شارع را نمی‌پذیرد. قشیری، قاضی‌شارع را از زنده بودن خواجه‌حسن و دیدار زودرسش با مردم در آدینه‌روز می‌آگاهد و با اندوه قاضی رویارو می‌شود و در می‌یابد از هر راهی که شده نباید گذاشت این دیدار رخ دهد. |            |                                         |              |              |                |
| ۱۱ | ۱۱         | «تلاش‌های شیخ‌حسن، ارغون و قشیری»         | محمدعلی نجفی | کیهان رهگذار | اعلان‌نشده      |
| قشیری از بودن شیخ‌حسن در مسجد آگاه می‌شود و دامادش را برای اینکه گمانی نماند بدانجا می‌فرستد ولی نگهبانان داماد قشیری را به مسجد راه نمی‌دهند چرا که شیخ‌حسن اکنون با پیرامونیانش نشست دارد. در پایان این نشست خواجه‌شمس‌الدین و خواجه اسد به باشتین فرستاده می‌شوند تا به خیزش باشتینیان سر و سامانی دهند. کاروان این دو خواجه در راه با محمدبیک پسر ارغون‌شاه و همسرش ترکان بانو برخورد می‌کند. در نیشابور این سخن را که شیخ‌حسن با محمدهندو هم‌پیمان شده را پراکندند؛ گماشتگان قشیری فریاد می‌زنند که آدینه شیخ‌حسن با محمدهندو در مسجد پیمان خواهد بست. پس از نماز شام قشیری به دیدار شیخ‌حسن می‌رود ولی هیچگونه نمی‌تواند او را با محمد هندو همراه کند پس با خشم از آنجا می‌رود. قاضی‌شارعِ دورو و دوراندیش به نشست ارغون‌شاه و امیران مغول می‌رود و آگاهی‌های ارزشمندی از دشمنانشان به‌دستشان می‌رساند. |            |                                         |              |              |                |
| ۱۲ | ۱۲         | «ناکامی قشیری در همراه کردن شیخ‌حسن»     | محمدعلی نجفی | کیهان رهگذار | اعلان‌نشده      |
| عزیز مجدی خود را یک نیکوکار جا می‌زند و برای داد و دهش به زندان می‌رود تا کلو اسفندیار را ببیند. زنی در خانه قشیری آیین بانو بودن را به فاطمه یاد می‌دهد. دم در زندان تازیانه بر پای دو مرد می‌زنند که چرا به آهنگری کلو اسفندیار رفته‌اید و درخواست ۲۰ داس و تبر کرده‌اید. قشیری از فاطمه بابت نداشتن آسایش و آرامش در خانه‌اش پوزش می‌خواهد و فاطمه را از زنده بودن شیخ حسن می‌آگاهاند سپس از فاطمه می‌خواهد در شمار دخترانش پای سخنان شیخ حسن بنشیند. مردانی به رفت و روب مسجد سرگرم هستند. قشیری سخنرانی می‌کند و مردم را به شور می‌آورد تا در پشتیبانی از محمد هندو فریاد برآورند در همین میان شیخ حسن از راه می‌رسد و گوشه‌ای می‌نشیند. پس از اندکی، شیخ حسن که بر منبر می‌نشیند مردم به پیروی از قاضی شارع با فریاد، پیمان شیخ را با محمد هندو خجسته باد می‌گویند که خشم شیخ را در پی می‌دارد و مردم را کوفی می‌خواند و می‌رود. ناگهان سربازی از میان مردم نزد قشیری می‌آید و نزدیکی ارغون شاه به نیشابور به گوش او می‌رساند. |            |                                         |              |              |                |
| ۱۳ | ۱۳         | «باشتیان مغولان را می‌رانند.»            | محمدعلی نجفی | کیهان رهگذار | اعلان‌نشده      |
| مغولان شماری از مردم اباحمزه را گرفتار کرده و ابزار کشاورزی‌شان که با آنها می‌خواستند شورش کنند را به ریشخند می‌گیرند. خوشگذرانی خان تازه باشتین در خانه کدخدای روستای اباحمزه که تازگی‌ها در گذشته‌است. از آنجایی که او به دنبال زنان روستا بود در همان خانه کدخدا از سوی پسران کدخدا کشته می‌شود همین آتشی می‌شود تا روستاییان سربازان را تار و مار کنند و با رخت سفید به باشتین بروند و خود را سربدار بخوانند. آنها به شهر می‌رسند و شماری دیگر نیز به آنها می‌پیوندند فریاد حیدر حیدر شورشیان به گوش زندانیان می‌رسد و آنها نیز به پا می‌خیزند. شورشیان به کاخ باشتین در می‌آیند و با چند سربازی که می‌خواستند از ترس خودکشی کنند درگیر می‌شوند آنها ایلچی خان پیشین باشتین (فتحعلی اویسی) را به دار می‌آویزند کلو اسفندیار و دیگر زندانیان آزاد می‌شوند و به جایش مغولان در بند می‌شوند سخنرانی کلو اسفندیار در شهر. او پسوند سربدار را برای خود برمی‌گزیند سپس کلو ابوبکر سر شمشیرسازان شهر هم همین کار را می‌کند. آی‌تخت و روستاییان نیز همین کار را می‌کنند. حسن و حسین فرزندان اباحمزه به نگهبانی گنجینه گماشته می‌شوند. عزیز مجدی رهبری را نمی‌پذیرد تا بتواند به نیشابور دنبال شیخ حسن برود                                                                       |            |                                         |              |              |                |
| ۱۴ | ۱۴         | «ارغون‌شاه به نیشابور می‌رسد»             | محمدعلی نجفی | کیهان رهگذار | اعلان‌نشده      |
| در کاخ باشتین شماری از بلندپایگان باشتین نزد شورشیان می‌روند. پسر حمزه از آنها خشمگین است ولی کلو اسفندیار او را به آرامش می‌خواند. نماینده ارغون شاه تا دروازه نیشابور پیش می‌آید ولی قشیری نمی‌پذیرد که دروازه‌ها را بگشاید قاضی شارع قشیری را از فرجام ایستادگی می‌آگاهاند و می‌گوید نه مردم با تو همراه شده‌اند و نه سپاهیان محمد هندو رسیده‌اند پس دروازه را بگشا تا خون مردم ریخته نشود قشیری در پاسخ می‌گوید مغول هیچگاه بر پایه پیمانی که بسته کار نکرده پس سخنانشان را جدی نگیر. روز باز شده و قشیری ایستادگی نکردن را پذیرفته و اینگونه سپاه مغولان به نیشابور درآمده است. قاضی شارع به خواست ارغون‌شاه قشیری را پای چوبه دار می‌برد. مردم از سخنان قاضی‌شارع دربارهٔ سنجش شیخ حسن با محمد هندو خشمگین می‌شوند. قاضی شارع مردم را به پیروی از ارغون‌شاه فرا می‌خواند. در سبزوار ایلچی خان باشتین (که گماشته محمد هندو بود) محمد هندو را از شورش باشتین می‌آگاهاند محمد هندو می‌گوید باشت را پس خواهم گرفت. همسر محمد هندو از اندوه همسرش شگفت می‌شود که چرا از پیروزی ایرانی بر مغول شاد نگشته‌ای. محمد هندو می‌گوید باید شکوه شاهنشاهی‌ها را به ایران بازگردانیم ولی افسوس که پارینه‌پوشان نمی‌دانند.                                                               |            |                                         |              |              |                |
| ۱۵ | ۱۵         | «زندگی در پنهانگاه»                     | محمدعلی نجفی | کیهان رهگذار | اعلان‌نشده      |
| فاطمه در بیابان می‌رود و از مردی راهنمایی می‌خواهد تا به پنهانگاه برسد. یاران هوم کاروان خواجه اسد و خواجه شمس الدین را می‌بینند و به سراغشان می‌روند تا ببینند کیانند؟ هوم از قهر کردنش با پروردگار می‌گوید سرانجام گروه عیاران امنیت کاروان را بر دوش می‌گیرند و بر این می‌شوند که عیاران پس از همراهی کاروان تا جایی که امن باشد، به نیشابور به دیدار شیخ حسن بروند. مردی که خود را هیزم‌فروش جا می‌زند به پنهانگاه شیخ‌حسن می‌رود تا او را از رخدادها بیاگاهاند هیزم‌فروش از شیخ‌حسن دلگیر است که چرا به سخن خواجه قشیری گوش نکردی که اکنون اینگونه مغولان در نیشابور فساد می‌کنند. در پنهان‌گاه شیخ حسن به فاطمه می‌گوید باید با کاروان خواجه شمس الدین به باشت برگردی. شماری از مردم پنهانگاه خسته و خشمگین هستند و می‌خواهند به نیشابور برگردند به امید میانجیگری قاضی شارع. |            |                                         |              |              |                |
| ۱۶ | ۱۶         | «رونمای و دستگیری شیخ‌حسن»               | محمدعلی نجفی | کیهان رهگذار | اعلان‌نشده      |
| شیخ‌حسن و هوم برای مردم سخنرانی می‌کنند و از رخدادها می‌آگاهانندشان تا آرام شوند. تصمیم بر این می‌شود که به نیشابور بازگردند. در نیشابور قاضی‌شارع ارغون‌شاه را راضی می‌کند تا برای مردم سخنرانی و مهرورزی کند. شاه می‌پذیرد و در همین میان شیخ‌حسن خود را به همه می‌نمایاند که این سخن دروغ است که من در کاخ شاه و همراه اویم. هنگامه و همهمه‌ای برپا می‌شود و یکی از یاران شیخ‌حسن تیری ناکام سوی ارغون‌شاه می‌زند. شیخ‌حسن دستگیر می‌شود. در کاخ به قاضی‌شارع گمان بد می‌برند… |            |                                         |              |              |                |
| ۱۷ | ۱۷         | «فرجام شیخ‌حسن»                          | محمدعلی نجفی | کیهان رهگذار | اعلان‌نشده      |
| قاضی شارع به کاخ در می‌آید و می‌بیند یاران چشم به راه او هستند تا دادرسی‌اش کنند ولی می‌گوید من شایسته سپاسگزاری‌ام نه دادرسی. قاضی شارع به سیاهچال نزد شیخ حسن می‌رود و او را نزد ارغونشاه می‌بردش ولی نمی‌تواند شیخ حسن را با خود همراه بسازد در پایان ارغون شاه فرمان به دار آویخته شدن شیخ حسن را می‌دهد. سربازی قاضی شارع را از سخنرانی زنی در شهر می‌آگاهاند. گفتگوی قاضی شارع و محمد بیک دربارهٔ چرایی سستی قاضی‌شارع در به دار آویختن شیخ حسن در این چند روز. یاران شیخ حسن از پنهانگاه‌شان در میان کوه به سوی باشتین می‌روند. یاران شیخ حسن از پنهانگاهشان در میان کوه به سوی باشتین می‌روند ارغونشاه و پسرش محمد بیک دربارهٔ به دار آویخته شدن یا دور رانده شدن شیخ حسن گفتگو می‌کنند و صدایشان بالا می‌رود چون دیدگاهی یکسان ندارند. در دروازه نیشابور دستور ارغون شاه دربارهٔ دور رانده شدن شیخ‌حسن در برابر همگان خوانده می‌شود در این میان عزیز مجدی شیخ حسن را با صدای بلند از آغاز جنبش باشتین می‌آگاهاند. شیخ‌حسن به همراه سربازان از نیشابور دور می‌شود. |            |                                         |              |              |                |

## برداشت از اثر محمود دولت‌آبادی
محمود دولت‌آبادی می‌گوید: گمانم سال ۵۶ بود که به درخواست محمدحسین پرتوی، برادر نصرت پرتوی، همسر عباس جوانمرد و دوست و همکار دوره تئاتر، طرح سریالی را برای تلویزیون ملی ایران نوشتم. با عنوان (سربداران)، پیش از من گویا به سراغ بهرام بیضایی رفته بودند که نتیجه‌ای نگرفته بودند. چند نفری هم در آن فاصله طرح‌هایی نوشته بودند که هیچ‌یک مطلوب تلویزیون نبودند. تا اینکه طرح من آماده و فصل اول نوشته شد. محمدحسین پرتوی به واسطه خواهرش (نصرت)، که قول داده بود مراعات امانت‌داری را بکند. نسخه زیراکسی فیلم‌نامه را با خود به تلویزیون برد، بی‌هیچ قرارداد یا پیش پرداختی، مدت‌ها گذشت، بالاخره خبر آوردند که تلویزیون با این موضوع که دولت‌آبادی سربداران را بنویسد مخالف است؛ و موضوع مسکوت گذاشته شد تا سال ۵۸. حالا انقلاب شده بود و تلویزیون ملی ایران به تلویزیون جمهوری‌اسلامی ایران تغییر نام داده بود. بار دیگر محمدحسین پرتوی پیدایش شد و این بار گفت: قرار است سربداران ساخته شود. کارگردانش را هم گذاشته‌اند محمدعلی نجفی. از من دعوت کرد به دفتری در خیابان بلوار کشاورز (الیزابت سابق) رفتم. ملاقات و چای و گفت‌وگو. بعدها خبردار شدم که به آقای نجفی هم گفته‌اند فلانی، یعنی من، نباید سربداران را بنویسد. من به کار خود بازگشتم و سربداران به راه خود رفت و نتیجه آنکه دست‌نوشته من در کتاب جمعه چاپ شد و نویسنده سریال (شهر من شیراز) که پیش از انقلاب از تلویزیون پخش می‌شد نویسنده فیلم‌نامه سربداران شد. از آن زمان دیگر از محمدحسین پرتوی خبری نشد. به نظرم رسید بخش اول فیلم‌نامه سربداران را منتشر کنم. آن را برای کتاب جمعه فرستادم. به پیغام آقای احمد شاملو که خواسته بود با آن هفته‌نامه کار کنم.

## موسیقی متن سریال
موسیقی متن این مجموعه ساخته فرهاد فخرالدینی است. وی با رعایت نکاتی چون جذاب‌بودن برای مخاطب، استفاده از گنجینه موسیقی ملی و محلی ایران و بکارگیری تکنیک‌ها و سازهای موسیقی غربی آن را به یک موسیقی ماندگار و تأثیرگذار تبدیل کرده‌است. این موسیقی داستان ستم تلخ ایلخانان مغول بر مردم این سرزمین را بیان و شنونده را در آن فضا قرار می‌دهد. موسیقی سربداران را با توجه به اقبال عمومی‌اش می‌توان در زمرهٔ موفق‌ترین آثار موسیقی در حوزه هنر موسیقی معاصر ایران به‌شمار آورد.

## حواشی
سال ۱۳۶۲، که پخش مجموعهٔ تلویزیونی سربداران از شبکه ۱ سیمای جمهوری اسلامی ایران آغاز شد بسیاری به نوع بازی و نقش فاطمه همسر شیخ حسن که سوسن تسلیمی آن را بازی می‌کرد ایراد گرفتند. انتقادات و ایرادهایی که آن زمان به سازمان صدا و سیما گرفته شد باعث شد که بخشی از بازی سوسن تسلیمی حذف شود.
محمدعلی نجفی در مورد سربداران می‌گوید: «سریال سربداران در مقطعی از تاریخ ایران ساخته شد که هنوز از طرف دولتمردان بعد از انقلاب تصمیمی در ارتباط با فیلم‌سازی گرفته نشده بود و هنرمندان ما مشکوک بودند که آیا سینما می‌تواند بعد از انقلاب ادامه داشته باشد یا نه؟» او به گریم، طراحی صحنه و لباس نیز اشاره می‌کند و می‌گوید: «موقع ساخت سریال سربداران برای اولین بار مسئله طراحی گریم، طراحی دکور و طراحی لباس مطرح شد. با آن طراحی و ساخت دکور مردم به این باور رسیدند که سینما فراتر از آن چیزی است که قبل از انقلاب در نظر داشتند. ما از یک انقلاب صحبت کردیم که مثل انقلاب اسلامی، انقلابی مذهبی بود.»
محمدعلی نجفی البته به انتقاداتی که آن زمان به سریالش شده هم اشاره می‌کند و می‌گوید: «خیلی‌ها به من انتقاد می‌کردند که این آدم‌هایی که شما در فیلم می‌آورید، کجای تاریخ بوده‌اند؟ من هم می‌گفتم مگر من معلم تاریخ هستم!؟ بهانهٔ من تاریخ است. آن زمان همه شیخ حسن را درک کردند. فاطمه را درک کردند. فاطمه تمثیلی از توده‌های مردم بود که برای بقای خودشان مبارزه می‌کنند. مبارزه می‌کنند برای این‌که انسان باشند و زیر بار زور نروند؛ و همهٔ این‌ها به مخاطب منتقل شد. هرچند که بعضی از صحنه‌ها حذف شد.» محمدعلی نجفی سراغ قسمت‌های دیگر سریال هم که حذف شده‌است، می‌رود و می‌گوید: «یک سکانسی در سربداران داشتیم که حذف شد. شهر میکده‌ها بود. حذفش کردند به من اعتراض می‌کردند که یعنی شیخ حسن به شهر میکده‌ها می‌رود؟!» البته او انتقاد آن‌ها را هم بی‌پاسخ نمی‌گذاشته‌است. «می‌گفتم بسیاری از چهره‌های مذهبی و انقلابی ما نیز در پاریس و لندن به جبر زمانه حضور داشته‌اند، ولی مهم این است که هدف آنان چه بود. اما بعضی از منتقدان اصلاً نمی‌توانستند این مسئله را هضم کنند و خب طبیعی بود که این سکانس‌ها حذف شود.»